# Edwy
Edwy nebo také Eadwig (941? – 1. října 959, Gloucester) byl anglickým králem v letech 955 až do své smrti.

## Anglický král
Byl nejstarším synem Edmunda I. a jeho manželky Ælfgifu. Po smrti svého strýce Eadreda byl šlechtou zvolen za jeho nástupce. Jeho krátká vláda byla poznamenána neustálými konflikty s ostatními členy jeho rodiny a především s vedoucími představiteli církve sv. Dunstanem a arcibiskupem Odou.
Podle jedné legendy začal spor s Dunstanem v den Edwyho korunovace králem, kdy nestihl přijít na jednání se šlechtou. Když za ním Dunstan přišel, našel ho, jak si užívá se šlechtičnou Ælfgifu a její matkou Æthelgifu a odmítl odejít s Dunstanem. Dunstan ho odtáhl bokem a snažil se ho přesvědčit, aby Ælfgifu zapudil. Později si ale Dunstan uvědomil, že provokoval krále a uprchl se schovat do svého kláštera. Ale Edwy podporovaný Ælfgifu ho následoval a klášter vyplenil. Dunstanovi se podařilo uniknout, ale odmítl se vrátit do Anglie až do Edwyho smrti.
Záznamy v Anglosaské kronice uvádí nástup Edwyho na trůn a Dunstanovo opuštění Anglie, ale neuvádí důvody Dunstanova odjezdu. Předchozí popis Dustanova a Edwyho sporu tak může být založen na skutečné události vyvolané sporem o moc mezi mladým králem a mocnou církví, která chtěla panovníka ovládat. Legenda také uvádí, že arcibiskup Oda zrušil Edwyho manželství z důvodu příbuzenského vztahu manželů.
Edwy se s Ælfgifu oženil. Vzhledem k tomu, že arcibiskup Oda posoudil příbuzenské vztahy mezi manžely jako příliš příbuzenské, zrušil v roce 958 jejich svatbu. Ælfgifu byla ocejchována a poslána jako otrokyně do Irska. Zrušení tohoto manželství bylo neobvyklé, protože se odehrálo proti vůli manželů a zřejmě bylo motivováno Dunstanovými příznivci. Církev v té době stanovila, že každý svazek na úrovni 9 stupňů příbuznosti je incestem. To by znamenalo, že v anglické populaci čítající asi 1,5 miliónu obyvatel by byla většina sňatků neplatných.
Dunstan, podporovaný flanderskými benediktýny, začal formovat skupinu kolem Æthelstana, ealdormana z Východní Anglie, podporující Edwyho mladšího bratra Edgara. Roku 957 se k ní přidali i ealdormani z Mercie a Northumbrie, frustrováni královými daněmi a podporování arcibiskupem Odou. Následně bylo království za nejasných okolností rozděleno na dvě části: Edwy nadále vládl na území Wessexu a Kentu a Edgar se stal panovníkem na území na sever od Temže.

## Nástupnictví
V posledních několika letech svého panování vládl Edwy moudřeji a mnohem štědřeji podporoval církev. Zemřel ve věku 18 let a jeho nástupcem ve Wessexu a Kentu se stal jeho bratr Edgar, který tak obnovil jednotu království. Příčina Edwyho smrti není známá.